# Ava od Ribagorze, kastiljska grofica
Ava od Ribagorze (Ribagorça) bila je kastiljska grofica kao supruga grofa Garcíje Fernándeza.
Ava je bila kći Rajmunda II., grofa Ribagorze i gospe Garsende.
Ovo u Avina i Garcíjina djeca:
- Mayor García
- Sančo García
- Uraka García
- Gonzalo García († 979.)
- Elvira García, kraljica Leona
- Toda García
- Oneka García